# George Bertie (10e comte de Lindsey)
George Augustus Frederick Albemarle Bertie, 10e comte de Lindsey, (4 novembre 1814 - 21 mars 1877) est le fils aîné d'Albemarle Bertie (9e comte de Lindsey). 

## Biographie
George est appelé Lord Bertie depuis sa naissance jusqu'à son accession au comté en 1818. Il est intellectuellement déficient. Après une visite de Lindsey en 1841, George Cruikshank écrit à Charles Dickens (qui a donné une note d'introduction à Lindsey) pour préciser que sa femme avait d'abord pensé que Lindsey "était ivre ou fou" . En conséquence, sa vie publique était très limitée, bien que le 10 août 1849, il ait été nommé lieutenant adjoint du Lincolnshire . À sa mort en 1877, son frère Montague Bertie (11e comte de Lindsey) lui succède. 